# 費奧多爾·斯莫洛夫
費奧多爾·米哈伊洛維奇·斯莫洛夫（俄语：Фёдор Михайлович Смолов，發音：[ˈfʲɵdər mʲɪˈxajləvʲɪtɕ ˈsmoləf]；1990年2月9日—）是俄羅斯的一位職業足球運動員。他在場上的位置是前鋒。現效力於俄羅斯足球超級聯賽俱樂部莫斯科迪納摩。他也代表俄羅斯國家足球隊參加國際賽事。

## 外部連結
- Player page on the official FC Dynamo Moscow site （俄文）
- Player page on the official Russian Premier League site （俄文）
- Player profile at 777score （页面存档备份，存于）